# 索马坎帕尼亚
索马坎帕尼亚（義大利語：Sommacampagna），是意大利威尼托大区维罗纳省的一个市镇。总面积40.91平方公里，人口14690人，人口密度359.1人/平方公里（2009年）。国家统计（ISTAT）代码为023082。